# Swithred d'Essex
Swithred (també escrit Swaefred) va ser rei d'Essex, després de la mort de Saelred. El període del seu regnat va del 746 al 758, època en què aquest país era una dependència del regne de Mèrcia.
Swithred era net de Sigeheard. Hi ha molt poca informació sobre el seu regnat. Hi ha un altre Swithred que podria ser el seu fill o net, el qual va ser arquebisbe de Canterbury amb el nom de Feologild.
El seu nom surt en una carta de confirmació de la donació de Twikenham al bisbe de Londres.